# Vie et Couleur
Pour plus de détails, voir Fiche technique et Distribution.
Vie et Couleur (Vida y color) est un film espagnol réalisé par  Santiago Tabernero (es), sorti en 2005.

## Synopsis
Le personnage principal du film, qui se déroule en Espagne en 1975, est Fede (Junio Valverde), un garçon de 15 ans, entouré de sa sœur Begoña (Silvia Abascal), insatisfaite de son mariage imminent, de son grand-père (Joan Dalmau), qui ne parle plus avec son meilleur ami depuis la guerre civile, de son amie Ramona (Natalia Abascal), atteinte du syndrome de Down et qui a été violée par son père, et d'un jeune homme, Jovi, qui travaille avec son père et auquel Fede essaie de ressembler.

## Fiche technique
- Titre : Vie et Couleur
- Titre original : Vida y color
- Réalisation : Santiago Tabernero (es)
- Scénario : Santiago Tabernero
- Photo : José Luis Alcaine
- Montage : José Salcedo
- Genre : drame
- Durée : 100 minutes
- Date de sortie : 2005, Espagne ; 30 septembre 2006, France, Festival Cinespaña, Toulouse

## Distribution
- Junio Valverde
- Miguel Ángel Silvestre
- Carmen Machi
- Silvia Abascal
- Nadia de Santiago
- Joan Dalmau
- Ana Wagener
- Adolfo Fernández
- Andrés Lima
- Pablo Vega
- Natalia Abascal
- Maru Valdivieso
- Adrián Gordillo
- Manuel Díos

## Distinctions

### Récompense
- Prix du public au Festival de Valladolid[1].

### Nominations
- Pour le Prix Goya du meilleur nouveau réalisateur.